# مرسيليائية سوونية
مرسيليائية سوونية (الاسم العلمي: Massilia suwonensis) هي نوع من البكتيريا، سلبية الغرام، تتبع المرسيليات.